# Гастроколический рефлекс
Гастроколи́ческий рефле́кс (синоним гастроколити́ческий рефле́кс; англ. gastrocolic reflex) — реакция кишечника на попадание пищи в пустой желудок, заключающаяся в появлении волны перистальтических сокращений в ободочной кишке.
Гастроколический рефлекс направлен на освобождение толстой кишки от имеющегося содержимого под новые порции переваренной в желудке пищи. Перистальтика в разной степени захватывает также другие отделы кишечника. 
Следствием гастроколического рефлекса являются позывы к дефекации. Поэтому дефекация после первого приёма утром пищи (что часто бывает у малолетних детей) физиологична и наиболее полезна.

## Гастроколический рефлекс у пациентов с запорами
Гастроколический рефлекс у больных с хроническим запорами обычно подавлен или отсутствует совсем. Манометрия толстой кишки у таких пациентов показывает значительное снижение количества и величины высокоамплитудных перистальтических сокращений толстой кишки в ответ на приём пищи.

## Гастроилеальный рефлекс
Гастроилеа́льный рефле́кс (англ. gastroileac reflex) — рефлекс, аналогичный гастроколическому, заключающийся в расслаблении илеоцекального клапана при попадании пищи в пустой желудок. Направлен, так же как и гастроколический рефлекс, на освобождение кишечника для новых порций переваренной пищи.